# Giovanni Ottavio Bufalini
Pour les articles homonymes, voir Bufalini.
Giovanni Ottavio Bufalini (né le 19 janvier 1709 à Città di Castello, dans l'actuelle province de Pérouse, en Ombrie, alors dans les États pontificaux et mort le 3 août 1782 à Montesicuro) est un cardinal italien du XVIIIe siècle.

## Biographie
Giovanni Bufalini exerce diverses fonctions au sein de la Curie romaine, notamment comme gouverneur de Loreto, de Bénévent et de la ville de Recanati, au Tribunal suprême de la Signature apostolique, à la chambre apostolique et comme précepteur général de l'archehôpital de S. Spirito in Sassia à Rome.
Il est nommé archevêque titulaire de Chalcédoine (de) en 1754 et est consacré le 21 décembre de la même année par Joaquín Fernández Portocarrero avec comme co-consécrateurs l'évêque titulaire de Théodosie (de) Giorgio Maria Lascaris (it) et l'évêque titulaire de Cyrène (de) Nicolas-Xavier Santamarie. Il est envoyé comme nonce apostolique en Suisse. En 1759 il est nommé préfet du palais apostolique. 
Le pape Clément XIII le crée cardinal lors du consistoire du 21 juillet 1766. Le cardinal Bufalini est transféré au diocèse d'Ancône la même année. 
Il participe au conclave de 1769, lors duquel Clément XIV est élu pape, et au conclave de 1774-1775 (élection de Pie VI).